# Fernando och Humberto Campana

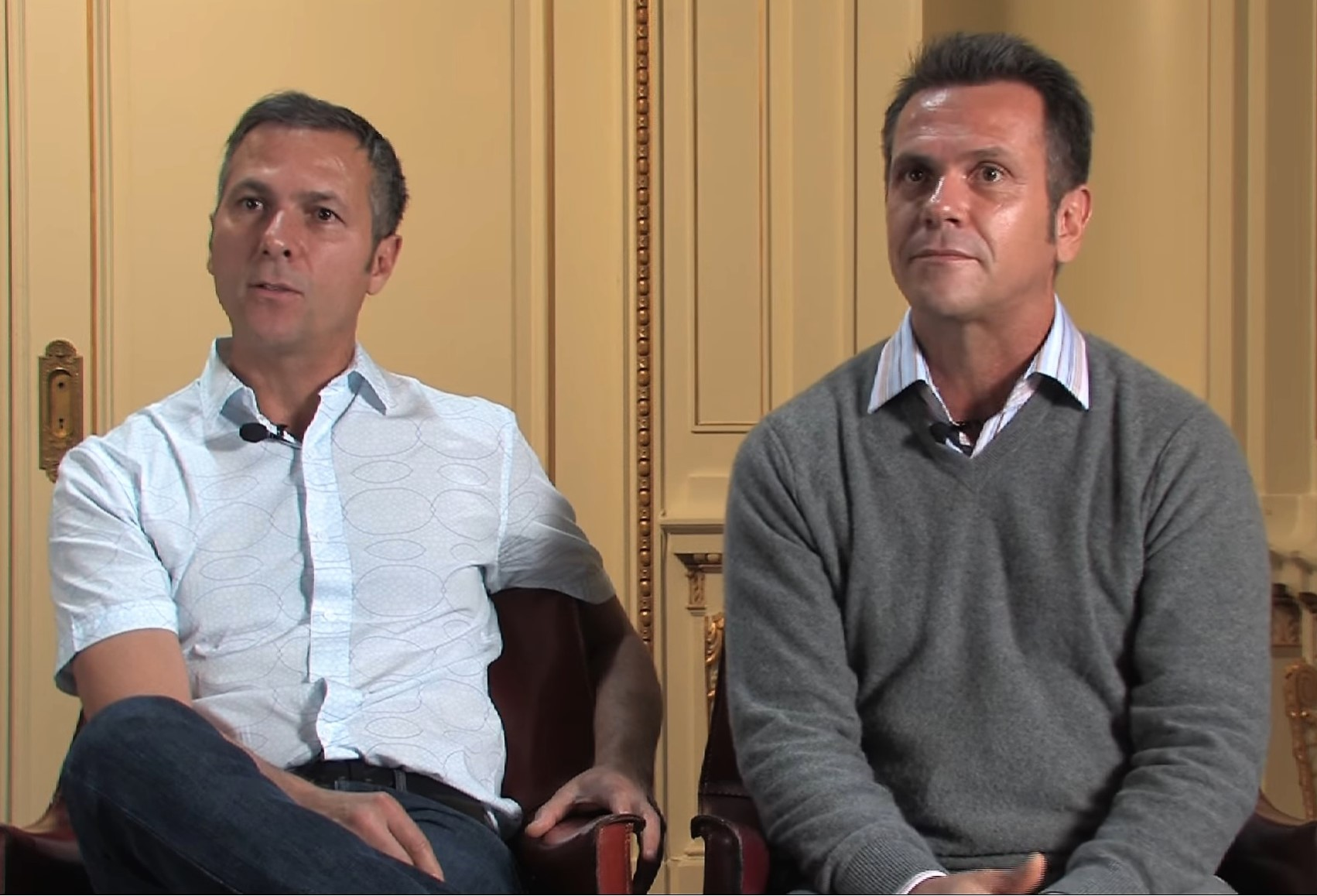
Humberto (vänster) och Fernando Campana talar vid Smithsonian Design Museum 2014.

Humberto Campana (född 1953) och  Fernando Campana (1961-2022), är två brasilianska bröder och formgivare.
Fernando och Humberto Campana har skapat föremål i 1990-talets expressiva lekfulla stil med användande av okonventionella billiga material. Bland deras verk märks stolen Favela från 1991 av brädlappar, Anemona från 200 bestående av vattenslangar kring ett stålstativ och soffan Boa från 2002, utformad som en lång sammetsorm med knutar.

## Utställningar
- Campanas / Woods på Bildmuseet, Umeå Universitet, från 2014-11-02 till 2015-02-08 [2]